# Scythris ochrea
Scythris ochrea is een vlinder uit de familie dikkopmotten (Scythrididae). De wetenschappelijke naam van deze soort is voor het eerst geldig gepubliceerd in 1896 door Walsingham.
De soort komt voor in tropisch Afrika.